# Proyecto para el Nuevo Siglo Estadounidense
El Proyecto para el Nuevo Siglo Estadounidense (PNAC) fue un think tank neoconservador con sede en Washington D. C., centrado en la política exterior de Estados Unidos. Se estableció como una organización educativa sin fines de lucro en 1997 y fue fundado por William Kristol y Robert Kagan.El objetivo declarado del PNAC era "promover el liderazgo global estadounidense".La organización declaró que "el liderazgo estadounidense es bueno tanto para Estados Unidos como para el mundo" y buscó generar apoyo para "una política reaganiana de fuerza militar y claridad moral".
De las veinticinco personas que firmaron la declaración de principios fundacional del PNAC, diez pasaron a servir en la administración del presidente estadounidense George W. Bush, incluyendo a Dick Cheney, Donald Rumsfeld y Paul Wolfowitz.Observadores como Irwin Stelzer y Dave Grondin han sugerido que el PNAC jugó un papel clave en la configuración de la política exterior de la administración Bush, particularmente en la construcción de apoyo para la guerra de Irak.Académicos como Inderjeet Parmar, Phillip Hammond y Donald E. Abelson han dicho que la influencia del PNAC en la administración de George W. Bush ha sido exagerada.
El Proyecto para el Nuevo Siglo Estadounidense dejó de funcionar en 2006;fue reemplazado por un nuevo grupo de expertos llamado Iniciativa de Política Exterior, cofundada por Kristol y Kagan en 2009. La Iniciativa de Política Exterior se disolvió en 2017.

## Orígenes y funcionamiento
El Proyecto para el Nuevo Siglo Estadounidense se desarrolló a partir de la creencia de Kristol y Kagan de que el Partido Republicano carecía de una "visión convincente de la política exterior estadounidense", que permitiera a los líderes republicanos criticar eficazmente el historial de política exterior del presidente Bill Clinton.
A mediados de 1996, Kristol y Kagan escribieron conjuntamente un artículo en Foreign Affairs titulado "Hacia una política exterior neoreaganiana", en referencia a la política exterior del presidente Ronald Reagan. En el artículo, argumentaron que los conservadores estadounidenses estaban "a la deriva" en materia de política exterior, abogaron por una "visión más elevada del papel internacional de Estados Unidos" y sugirieron que Estados Unidos debería adoptar una postura de "hegemonía global benévola".En junio de 1997, Kristol y Kagan fundaron el PNAC para promover los objetivos que habían establecido inicialmente en Foreign Affairs, haciendo eco de las declaraciones y objetivos del artículo en la Declaración de Principios fundacional del PNAC.
Según Maria Ryan, las personas que firmaron las declaraciones y cartas del PNAC no eran empleados ni miembros del grupo, y "los partidarios de las iniciativas del PNAC diferían de un caso a otro".Si bien su personal permanente era relativamente pequeño, la organización estaba "especialmente bien conectada", y algunas de sus declaraciones y cartas atrajeron el apoyo de destacados conservadores y neoconservadores.

Al respecto, Stuart Elden ha afirmado que “La influencia que tuvo el PNAC fue asombrosa”, y señaló que
El número de figuras asociadas al PNAC que fueron miembros de la administración Reagan o del primer Bush y el número de quienes asumirían el cargo con la administración del segundo presidente Bush demuestran que no es meramente una cuestión de empleados y presupuestos.

## Declaración de principios
El primer acto público del PNAC fue la publicación de una "Declaración de Principios" el 3 de junio de 1997. La declaración contó con 25 firmantes, entre ellos miembros del proyecto y simpatizantes externos (véase Firmantes de la Declaración de Principios). Describía a Estados Unidos como la "potencia preeminente del mundo" y afirmaba que la nación se enfrentaba al reto de "dar forma a un nuevo siglo favorable a los principios e intereses estadounidenses". Para ello, los firmantes exigían aumentos significativos en el gasto de defensa y la promoción de la "libertad política y económica en el extranjero". Afirmaba que Estados Unidos debía fortalecer los lazos con sus aliados democráticos, "desafiar a los regímenes hostiles a nuestros intereses y valores" y preservar y extender "un orden internacional favorable a nuestra seguridad, nuestra prosperidad y nuestros principios". Abogando por una política "reaganiana" de "fuerza militar y claridad moral", concluía que los principios del PNAC eran necesarios "para que Estados Unidos pueda aprovechar los éxitos del siglo pasado y garantizar nuestra seguridad y grandeza en el próximo".
En septiembre de 2000, el PNAC publicó el informe "Rebuilding America's Defenses", que promueve la convicción de que Estados Unidos debería buscar preservar y ampliar su liderazgo mundial manteniendo la preeminencia de sus fuerzas militares. El informe afirma que "las formas avanzadas de guerra biológica que pueden 'atacar' genotipos específicos podrían transformar la guerra biológica del ámbito del terrorismo a una herramienta políticamente útil".

## Llamamientos a un cambio de régimen en Irak
En 1998, Kristol y Kagan abogaron por un cambio de régimen en Irak durante todo el proceso de desarme iraquí mediante artículos publicados en el New York Times.Tras la aparente renuencia iraquí a cooperar con las inspecciones de armas de la ONU, miembros clave del PNAC, entre ellos Richard Perle, Paul Wolfowitz, R. James Woolsey, Elliott Abrams, Donald Rumsfeld, Robert Zoellick y John Bolton, firmaron una carta abierta iniciada por el PNAC al presidente Bill Clinton en la que pedía la destitución de Sadam Huseín.Al retratar a Sadam Huseín como una amenaza para Estados Unidos, sus aliados en Oriente Medio y los recursos petroleros de la región, y enfatizar el peligro potencial de cualquier arma de destrucción masiva bajo control iraquí, la carta afirmaba que Estados Unidos ya no podía depender de sus socios en la guerra del Golfo para que siguieran manteniendo las sanciones o castigando a Sadam cuando bloqueara o evadiera las inspecciones de la ONU. Al afirmar que la política estadounidense "no puede seguir viéndose perjudicada por una insistencia errónea en la unanimidad en el Consejo de Seguridad de la ONU", los firmantes de la carta afirmaron que "Estados Unidos tiene la autoridad, en virtud de las resoluciones vigentes de la ONU, para tomar las medidas necesarias, incluidas las militares, para proteger nuestros intereses vitales en el Golfo".Convencidos de que las sanciones de la ONU contra Irak serían un medio ineficaz para desarmar al país, los miembros del PNAC también escribieron una carta a los congresistas republicanos Newt Gingrich y Trent Lott, instando al Congreso a actuar, y apoyaron la Ley de Liberación de Irak de 1998 (H.R. 4655), promulgada por el presidente Clinton en octubre de 1998.
En febrero de 1998, algunas de las mismas personas que habían firmado la carta del PNAC en enero también firmaron una carta similar a Clinton, del Comité bipartidista para la Paz y la Seguridad en el Golfo.
En enero de 1999, el PNAC distribuyó un memorando que criticaba la ineficacia del bombardeo de Irak en diciembre de 1998 durante la Operación Zorro del Desierto. El memorando cuestionaba la viabilidad de la oposición democrática iraquí, a la que Estados Unidos apoyaba mediante la Ley de Liberación de Irak, y calificaba de ilusoria cualquier política de "contención".
Poco después de los atentados del 11 de septiembre, el PNAC envió una carta al presidente George W. Bush, abogando específicamente por un cambio de régimen mediante "un esfuerzo decidido para derrocar a Sadam Husein del poder en Irak". La carta sugería que "cualquier estrategia destinada a erradicar el terrorismo y sus patrocinadores debe incluir un esfuerzo decidido para derrocar a Sadam Husein del poder en Irak", incluso si no existían pruebas que vincularan a Irak con los atentados del 11 de septiembre. La carta advertía que permitir que Hussein permaneciera en el poder sería "una rendición temprana y quizás decisiva en la guerra contra el terrorismo internacional".Desde 2001 hasta la invasión de Irak de 2003, el PNAC y muchos de sus miembros expresaron su apoyo activo a la acción militar contra Irak y afirmaron que dejar a Sadam Huseín en el poder equivaldría a "rendirse al terrorismo".
Algunos han considerado la carta del PNAC del 16 de enero de 1998 al presidente Clinton instando a "la eliminación del régimen de Sadam Husein del poder",y la participación de múltiples miembros del PNAC en la administración Bushcomo evidencia de que el PNAC tuvo una influencia significativa en la decisión de la administración Bush de invadir Irak, o incluso argumentaron que la invasión era una conclusión inevitable.Escribiendo en Der Spiegel en 2003, por ejemplo, Jochen Bölsche se refirió específicamente al PNAC cuando afirmó que los "think tanks estadounidenses de ultraderecha" habían estado "elaborando planes para una era de dominación global estadounidense, para la emasculación de la ONU y una guerra agresiva contra Irak" a "plena luz del día" desde 1998.De manera similar, el periodista de la BBC Paul Reynolds describió las actividades y objetivos del PNAC como clave para entender la política exterior de la administración de George W. Bush después del 11 de septiembre de 2001, sugiriendo que la política exterior "dominante" de Bush estaba al menos en parte inspirada por las ideas del PNAC.
Algunos politólogos, historiadores y otros académicos han criticado muchas de estas afirmaciones. Donald E. Abelson ha escrito que quienes estudian el predominio del PNAC en el ámbito político no pueden ignorar que varios de los firmantes de la Declaración de Propósitos del PNAC ocuparon altos cargos en la administración Bush, pero que reconocer estos hechos dista mucho de afirmar que el instituto fue el arquitecto de la política exterior de Bush.

## Reconstruyendo las Defensas de Estados Unidos
Una de las publicaciones más influyentes del PNAC fue un informe de 90 páginas titulado Reconstruyendo las Defensas de Estados Unidos: Estrategias, Fuerzas y Recursos para un Nuevo Siglo. Citando la Declaración de Principios del PNAC de 1997, "Reconstruyendo las Defensas de Estados Unidos" afirmaba que Estados Unidos debería "buscar preservar y ampliar su posición de liderazgo global" mediante "mantener la preeminencia de las fuerzas militares estadounidenses".La autora principal del informe fue Giselle Donnelly, entonces conocida como Thomas. Donald Kagan y Gary Schmitt figuran como presidentes del proyecto. También se enumeran los nombres de otros 27 participantes que contribuyeron con ponencias o asistieron a reuniones relacionadas con la elaboración del informe, seis de los cuales posteriormente asumieron puestos clave en defensa y política exterior durante la administración Bush.Sugería que la década anterior había sido una época de paz y estabilidad, que había proporcionado "el marco geopolítico para un crecimiento económico generalizado" y "la difusión de los principios estadounidenses de libertad y democracia". El informe advirtió que "ningún momento de la política internacional puede congelarse en el tiempo; ni siquiera una Pax Americana global podrá preservarse por sí sola".
Según el informe, los niveles actuales de gasto en defensa eran insuficientes, lo que obligaba a los responsables políticos a intentar, sin éxito, gestionar riesgos cada vez mayores. El resultado, sugería, era una forma de "financiar las necesidades de hoy defraudando las de mañana; retirarse de las misiones de policía para conservar la fuerza para guerras a gran escala; 'elegir' entre la presencia en Europa o en Asia; etc.". El informe afirmaba que todas estas eran "malas decisiones" y "falsas economías", que poco promovían los intereses estadounidenses a largo plazo. "El verdadero coste de no satisfacer nuestras necesidades de defensa", argumentaba el informe, "será una menor capacidad de liderazgo global estadounidense y, en última instancia, la pérdida de un orden de seguridad global que favorezca los principios y la prosperidad estadounidenses".
El informe Reconstruyendo las Defensas de Estados Unidos recomendó establecer cuatro misiones fundamentales para las fuerzas militares estadounidenses: la defensa de la patria estadounidense, la lucha y la victoria en múltiples guerras simultáneas en grandes escenarios de operaciones, el desempeño de funciones policiales relacionadas con la configuración del entorno de seguridad en regiones clave y la transformación de las fuerzas estadounidenses para aprovechar la revolución en asuntos militares. Sus recomendaciones específicas incluían el mantenimiento de la superioridad nuclear estadounidense, el aumento de la dotación de personal activo de las fuerzas armadas de 1,4 a 1,6 millones de personas, el redespliegue de las fuerzas estadounidenses al sudeste de Europa y Asia, y la modernización selectiva de las fuerzas estadounidenses. El informe abogaba por la cancelación de programas de bloqueo como el Joint Strike Fighter (que, según argumentaba, absorbería cantidades exorbitantes de financiación del Pentágono y proporcionaría beneficios limitados), pero favorecía el desarrollo de defensas globales contra misiles y el control del espacio y el ciberespacio, incluyendo la creación de un nuevo servicio militar con la misión de control espacial. Para ayudar a alcanzar estos objetivos, Rebuilding America's Defenses abogó por un aumento gradual del gasto militar y de defensa "hasta un nivel mínimo de 3,5 a 3,8 por ciento del producto interno bruto, añadiendo entre 15.000 y 20.000 millones de dólares al gasto total de defensa anualmente".Esa cantidad es al menos del 17% al 19% o entre 355.000 y 386.000 millones de dólares de los ingresos fiscales federales de Estados Unidos en 2000, con aumentos anuales del 4-6%.

## Críticas

### Reconstruyendo las Defensas de Estados Unidos
Escrito antes de los atentados del 11 de septiembre y durante los debates políticos sobre la guerra de Irak, una sección del informe Reconstruyendo las Defensas de Estados Unidos titulada "Creando la fuerza dominante del mañana" se convirtió en objeto de considerable controversia: "Además, el proceso de transformación, incluso si conlleva un cambio revolucionario, probablemente será largo, a menos que ocurra algún acontecimiento catastrófico y catalizador —como un nuevo Pearl Harbor".El periodista John Pilger señaló este pasaje al argumentar que la administración Bush había utilizado los eventos del 11 de septiembre como una oportunidad para capitalizar planes largamente deseados.

Algunos críticos fueron más allá, afirmando que la Rebuilding America's Defenses debería considerarse un programa para la hegemonía estadounidense global. En un artículo publicado en Der Spiegel en 2003, Jochen Bölsche afirmó que la Rebuilding America's Defenses «había sido desarrollada por el PNAC para Rumsfeld, Cheney, Wolfowitz y Libby» y que estaba «dedicada a cuestiones como el mantenimiento de la preeminencia estadounidense, la lucha contra las potencias rivales y la configuración del sistema de seguridad global según los intereses estadounidenses».El diputado británico Michael Meacher hizo acusaciones similares en 2003, afirmando que el documento era «un plan para la creación de una Pax Americana global», que había sido «elaborado para» miembros clave de la administración Bush.El académico Peter Dale Scott escribió posteriormente.
La ideología [del PNAC] se resumió en un importante documento de posición, Reconstruyendo las defensas de Estados Unidos, en 2000. Este documento abogaba por una Pax Americana global sin las restricciones del derecho internacional...
Otros académicos, como Donald E. Abelson y Phillip Hammond, han sugerido que muchas de estas críticas fueron exageradas, al tiempo que señalan que declaraciones similares sobre los orígenes, los objetivos y la influencia del PNAC "continúan apareciendo en la literatura académica sobre la red neoconservadora en Estados Unidos". Hammond, por ejemplo, señala que, si bien Rebuilding America's Defenses "se cita a menudo como prueba de que se implementó un plan para la dominación estadounidense del mundo bajo el pretexto de la guerra contra el terrorismo", en realidad no fue nada excepcional. Según Hammond, las recomendaciones del informe eran "exactamente lo que uno esperaría que dijeran los neoconservadores, y no es ninguna novedad que lo hicieran en documentos públicos anteriores a septiembre de 2001".De manera similar, Abelson ha escrito que "evaluar el alcance de la influencia del PNAC no es tan sencillo" como sostienen Meacher y otros, ya que "sabemos muy poco sobre el funcionamiento interno de este grupo de expertos y si ha estado a la altura de su reputación como arquitecto de la política exterior de Bush".

### Enfoque en estrategias militares, en demérito de las diplomáticas
Reuel Marc Gerecht, miembro del PNAC, declaró: «No tenemos otra opción que volver a inculcar en nuestros enemigos y amigos el miedo que acompaña a cualquier gran potencia... Solo una guerra contra Saddam Hussein restaurará decisivamente el respeto que protege los intereses estadounidenses en el exterior y a los ciudadanos en el país».
El profesor emérito Jeffrey Record del Instituto de Estudios Estratégicos,en su monografía, Bounding the Global War on Terrorism y William Rivers Pitt, en Truthout argumentaron que los objetivos de hegemonía militar del PNAC eran demasiado ambiciosos dado lo que los militares pueden lograr, que no reconocían "los límites del poder estadounidense", y que favorecer el ejercicio preventivo de la fuerza militar en lugar de la diplomacia podría tener "efectos secundarios adversos".Paul Reynolds hizo observaciones similares.

## Fin de la organización
A finales de 2006, el PNAC quedó reducido a un buzón de voz y un sitio web fantasma [con] un solo empleado... encargado de resolverlo todo, según un corresponsal de BBC News.En 2006, el exdirector ejecutivo del PNAC, Gary Schmitt, afirmó que el PNAC nunca tuvo la intención de "eternizarse" y que "ya había cumplido con su tarea", sugiriendo que "nuestra visión ha sido adoptada".En 2009, Robert Kagan y William Kristol crearon un nuevo grupo de expertos, la Iniciativa de Política Exterior, que los académicos Stephen M. Walt y Don Abelson han caracterizado como sucesor del PNAC.Desde el 5 de septiembre de 2018 hasta el 13 de enero de 2019, la página web del PNAC volvió a estar disponible sin más explicaciones.

## Personas asociadas al PNAC

### Directores del proyecto
Los mismos se encuentran en el sitio web del PNAC:
- William Kristol, cofundador y presidente[6]
- Robert Kagan, cofundador[6]
- Bruce P. Jackson[6]
- Mark Gerson[6]
- Randy Scheunemann[6]

### Personal del proyecto
- Otros directores:
  - Ellen Bork, subdirectora[6]
  - Timothy Lehmann, subdirector[6]

- Otros asociados:
  - Investigadores principales:
    - Giselle (anteriormente Thomas) Donnelly, investigadora principal[6]
    - Reuel Marc Gerecht, investigador principal[6]
    - Gary Schmitt, investigador principal[6][58]

- Investigadores asociados:
  - Michael Goldfarb, investigador asociado[6]

- Contralor:
  - Dov Zakheim,[6]Subsecretario de Defensa (Contralor) (2001-2004)

### Exdirectores y personal
- John R. Bolton, Director, exsubsecretario de Estado para el Control de Armamentos y Asuntos de Seguridad Internacional (2001-2005) y Embajador de los Estados Unidos ante las Naciones Unidas (2005-2006), exasesor de Seguridad Nacional de los Estados Unidos (2018-2019), exmiembro superior del American Enterprise Institute (AEI).
- Daniel McKivergan, Director Adjunto[59]
- Christopher Maletz, ex subdirector.
- Richard N. Perle, exsecretario adjunto de Defensa para Asuntos Estratégicos Globales de la administración Reagan, asociado del AEI y miembro (y expresidente) de la Junta de Política de Defensa.

### Signatarios de la Declaración de Principios
- Elliott Abrams, Asesor de seguridad nacional (2005–09)[5]
- Gary Bauer[5]
- William J. Bennett[5]
- John Ellis "Jeb" Bush, Gobernador de Florida (1999–2007)[5]
- Dick Cheney, Vicepresidente de los Estados Unidos (2001–09)[5]
- Eliot A. Cohen, Consejero del Departamento de Estado (2007–09)[5]
- Midge Decter[5]
- Paula Dobriansky, Subsecretario de Estado para la Democracia y Asuntos Globales (2001–09)[5]
- Steve Forbes[5]
- Aaron Friedberg[5]
- Francis Fukuyama[5]
- Frank Gaffney[5]
- Fred C. Ikle[5]

- Donald Kagan[5]
- Zalmay Khalilzad, [5]Embajador en Afganistán (2003-2005), Embajador en Irak (2005-2007), Embajador ante las Naciones Unidas (2007-2009)
- I. Lewis "Scooter" Libby,[5]Jefe de Gabinete del vicepresidente (2001–05)
- Norman Podhoretz[5]
- J. Danforth Quayle, Vicepresidente de los Estados Unidos (1989-1993)[5]
- Peter W. Rodman[5]
- Stephen P. Rosen[5]
- Henry S. Rowen[5]
- Donald Rumsfeld,[5]Secretario de Defensa (2001–06)
- Vin Weber[5]
- George Weigel[5]
- Paul Wolfowitz,[5]Subsecretario de Defensa (2001-2005)